# Basów Kut (przystanek kolejowy)
Basów Kut (ukr. Басів Кут, ros. Басов Кут) – przystanek kolejowy w miejscowości Równe, w obwodzie rówieńskim, na Ukrainie.
Nazwa pochodzi od pobliskiego jeziora Basów Kut.